# 福勒 (密蘇里州)
福勒（英語：Fowler）是位於美國密蘇里州德克薩斯縣的非建制地區。

## 歷史
福勒的郵局於1889年設立，其後於1923年停運。

## 地理
福勒所處的海拔為高於海平面455米（即1493英呎），而該地所採用的時區為UTC-6，即北美中部時區（CST）。同時該地設有夏令時間，為UTC-6調快一小時，即UTC-5（CDT）。